# Helská kosa
Helská kosa, někdy též Helský poloostrov (polsky Mierzeja Helska nebo Półwysep Helski, kašubsky Hélskô Sztremlëzna) je písečná kosa a geomorfologický celek v okrese Puck v Pomořském vojvodství v severním Polsku.

## Poloha a rozměry kosy
Helská kosa leží na jižním pobřeží Baltského moře, od něhož odděluje Puckou zátoku. Spolu s ním pak ohraničuje Gdaňský záliv. Začíná na Kašubském pobřeží u města Władysławowo, kde je její šířka asi 300 m, a táhne se jihovýchodním směrem v délce 35 km. V nejužším místě u Chałup je její šířka pouze 175 metrů. Na konci u města Hel se rozšiřuje až ke 3 km.
Plocha kosy je asi 32 km². Nejvyšším bodem je vrchol duny Lubek poblíž Kuźnice (23 m n. m.).[zdroj?]

## Dopravní obslužnost
Suchozemské spojení Helské kosy se zbytkem země obstarává silnice číslo 216 a železnice číslo 213, obojí zakončené v Helu. Do koncové stanice Hel zajíždějí lokální vlaky z aglomerace Trojměstí, v sezóně i rychlíky z polského vnitrozemí a noční rychlík z Bohumína.
Na kosu jsou provozovány i trajektové linky – z Gdaňsku, Gdyně a Sopotů do přístavu Hel a z Rewy do Jastarnie.

## Historie
Helská kosa je v této podobě nejmladší částí polského pobřeží. Před 200–300 lety byl na jejím místě řetězec ostrovů (viz historickou mapu v galerii níže).
Kosa byla v minulosti strategicky velmi cenná, neboť poskytovala dobrou ochranu trojměstí Gdaňsk-Gdyně-Sopoty. S rozvojem nových vojenských technologií však tento její význam poklesl. Pozůstatkem je řada fortifikačních objektů na poloostrově. 
Během 20. století se zde rozvinul turistický ruch a Helská kosa se zařadila mezi nejoblíbenější polská letoviska s množstvím pláží, kempů, hotelů a dalších služeb.

## Přírodní hodnoty
Celá kosa je součástí chráněné oblasti Nadmorski park krajobrazowy a funguje jako významná zastávka tažných ptáků. Na pobřeží se vyskytuje tuleň kuželozubý (polsky foka szara nebo szarytka morska), používaný i jako lokální symbol. V Helu se nachází malé „fokarium“, které tyto tuleně chová.

## Fotogalerie

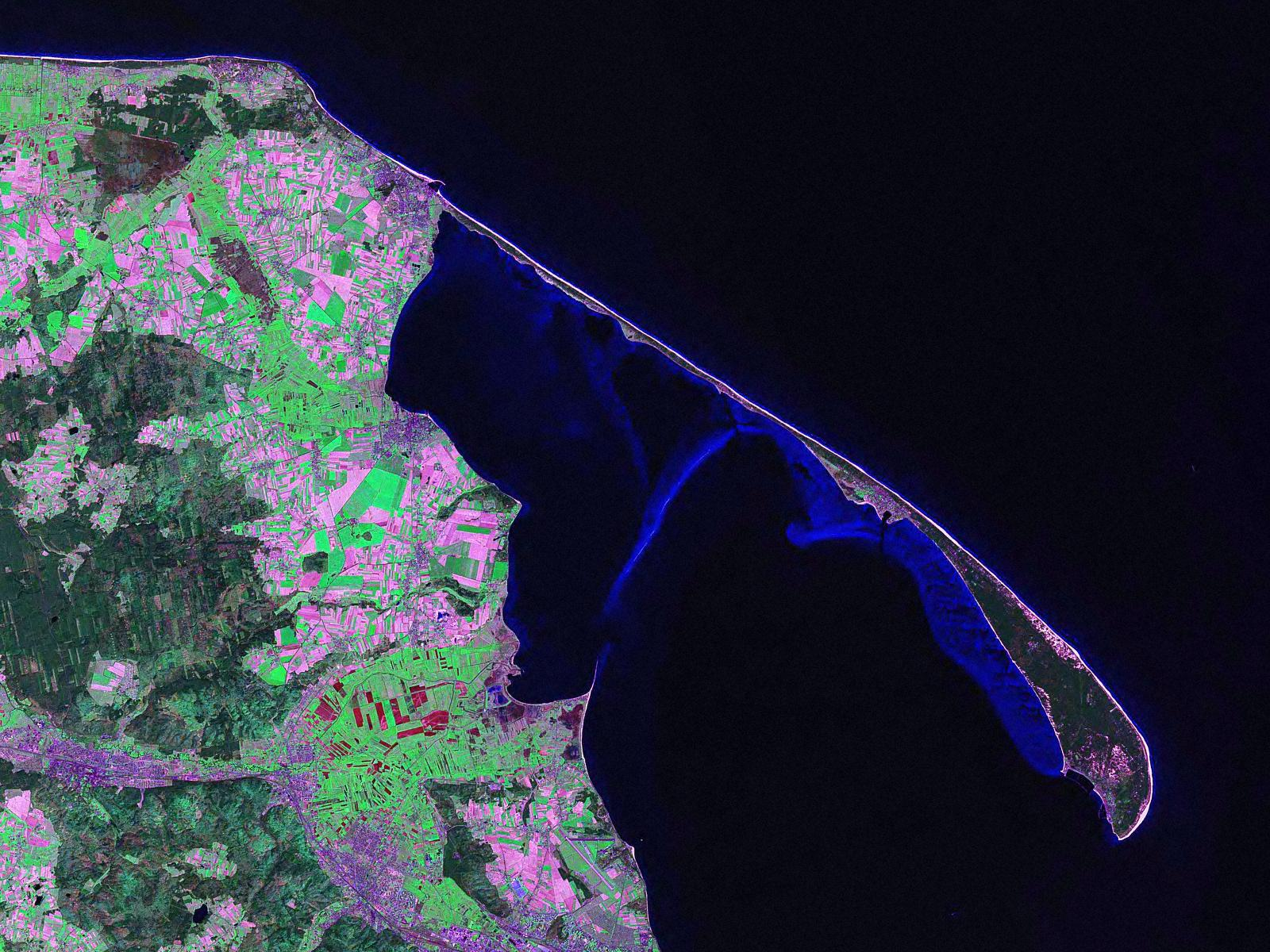
Satelitní snímek
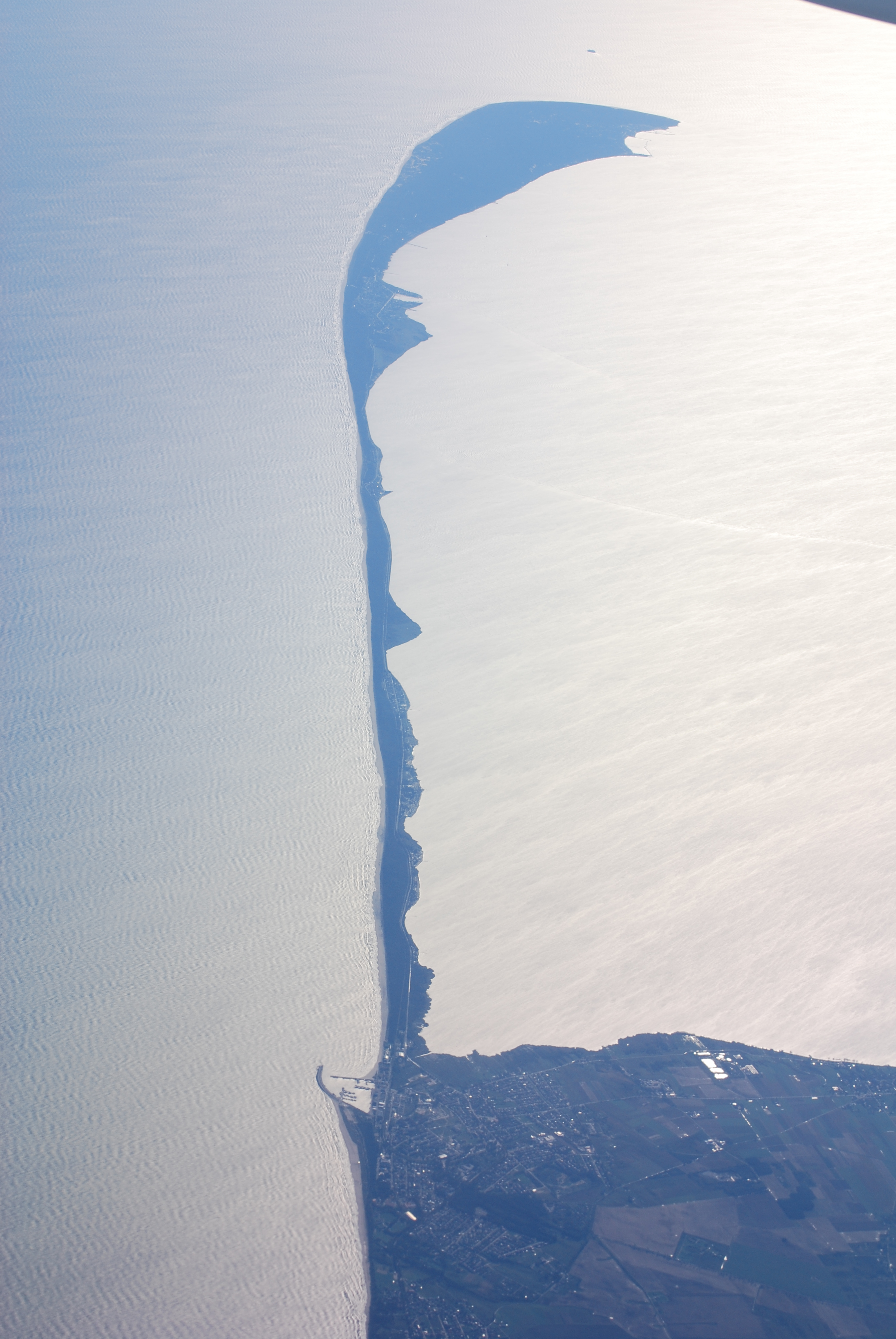
Letecký pohled od severozápadu
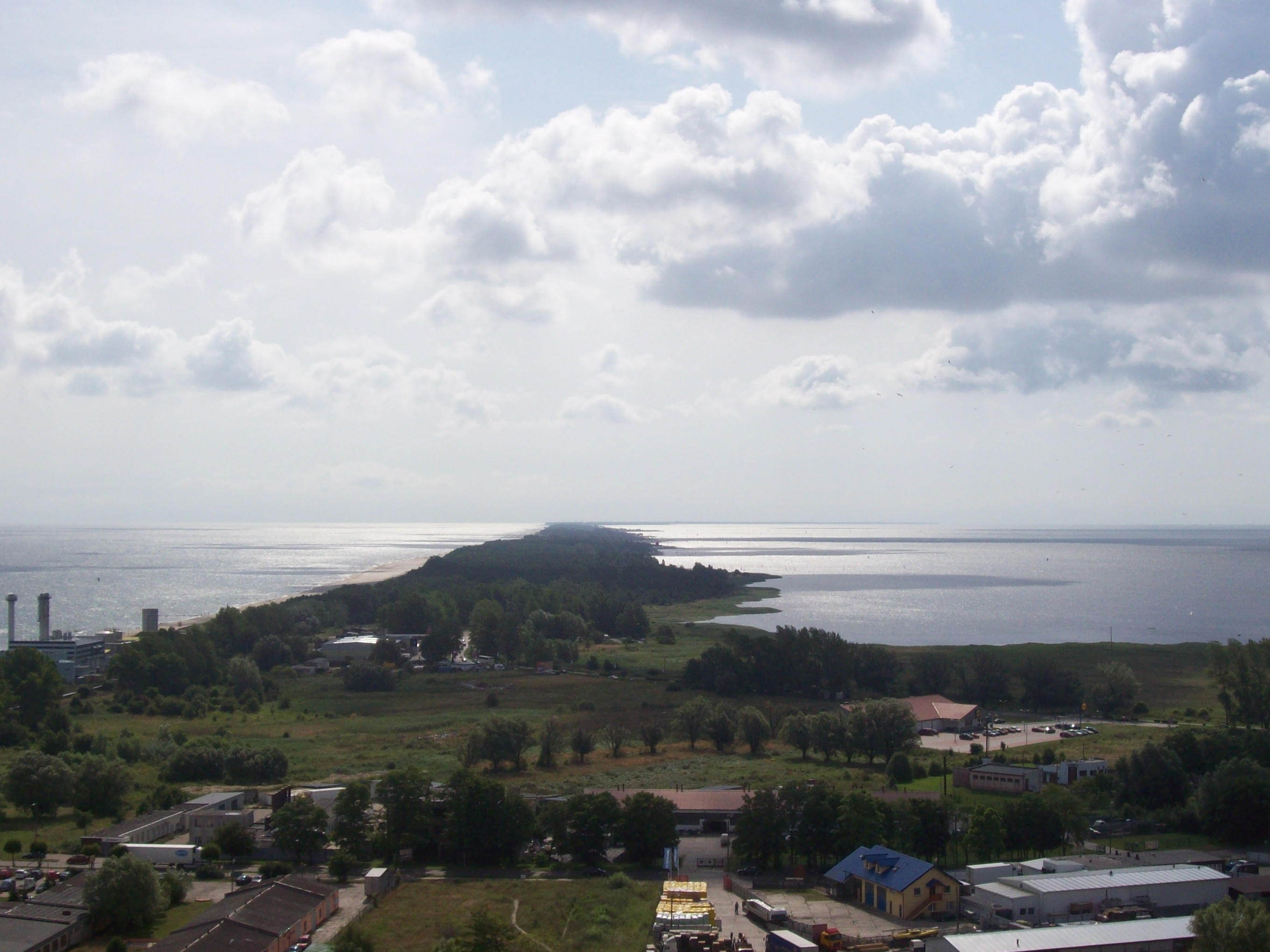
Pohled z Władysławowa
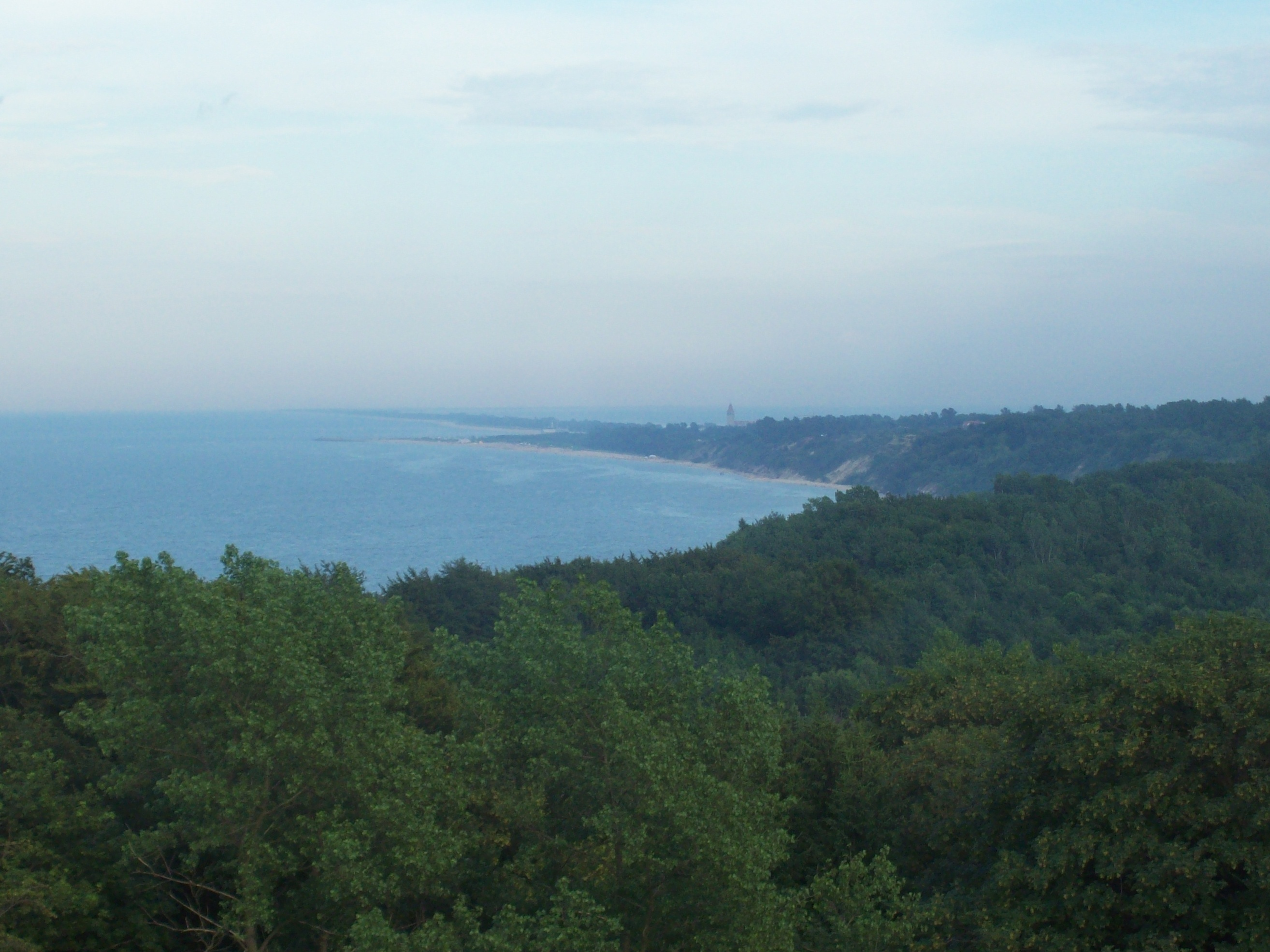
Pohled z majáku v Rozewie
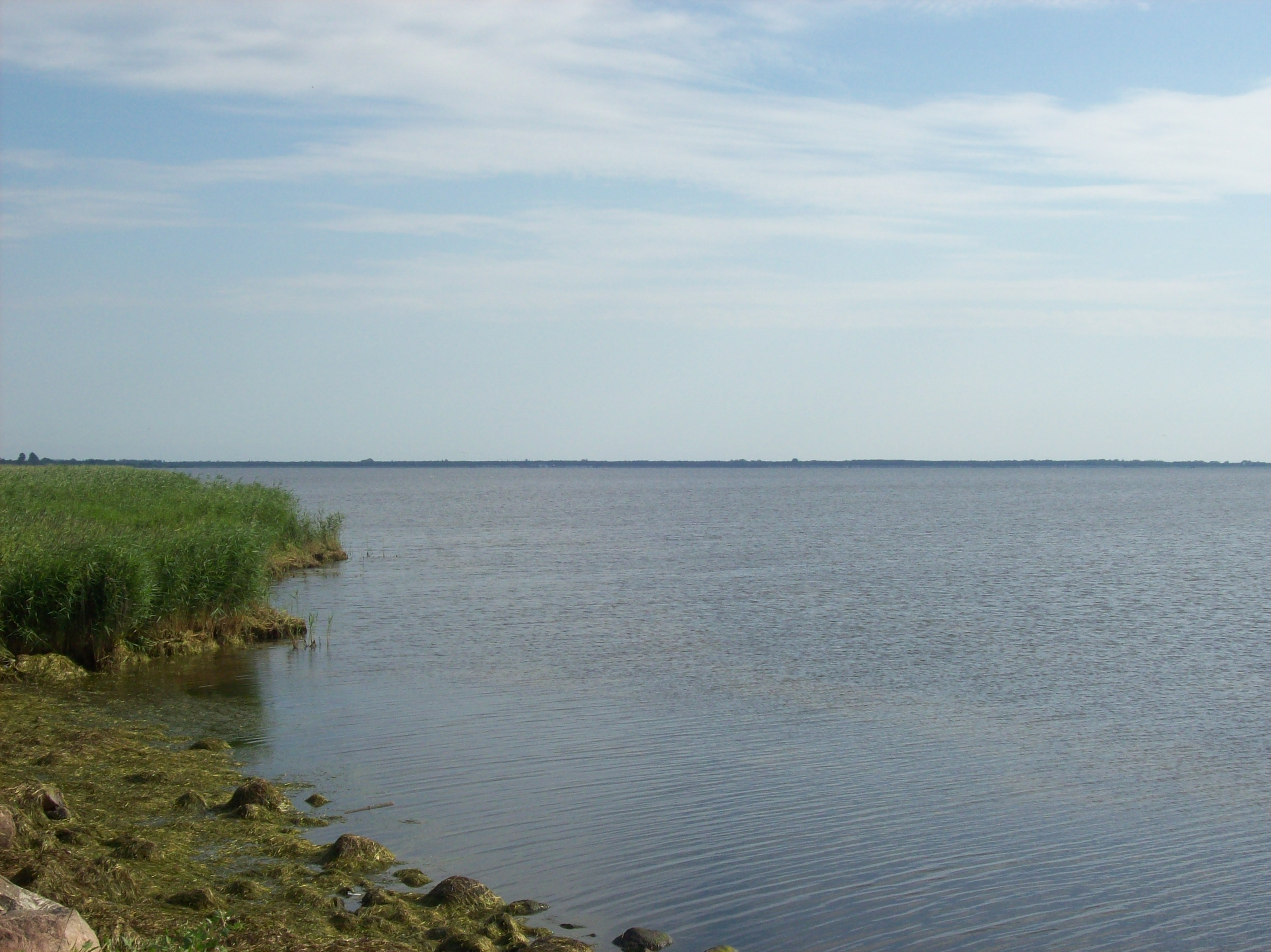
Pohled z Puckého zálivu
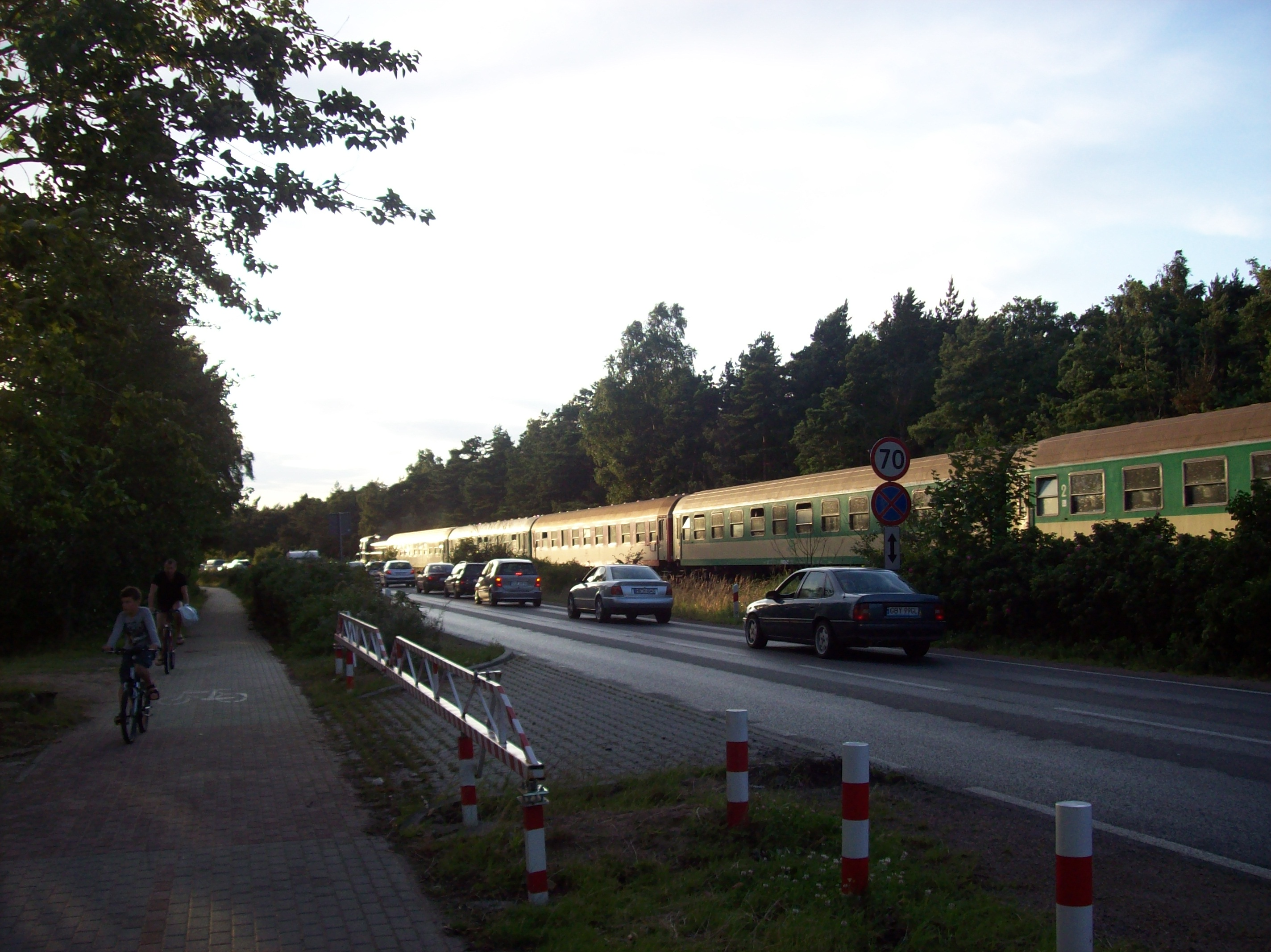
Helská kosa nedaleko obce Chałupy
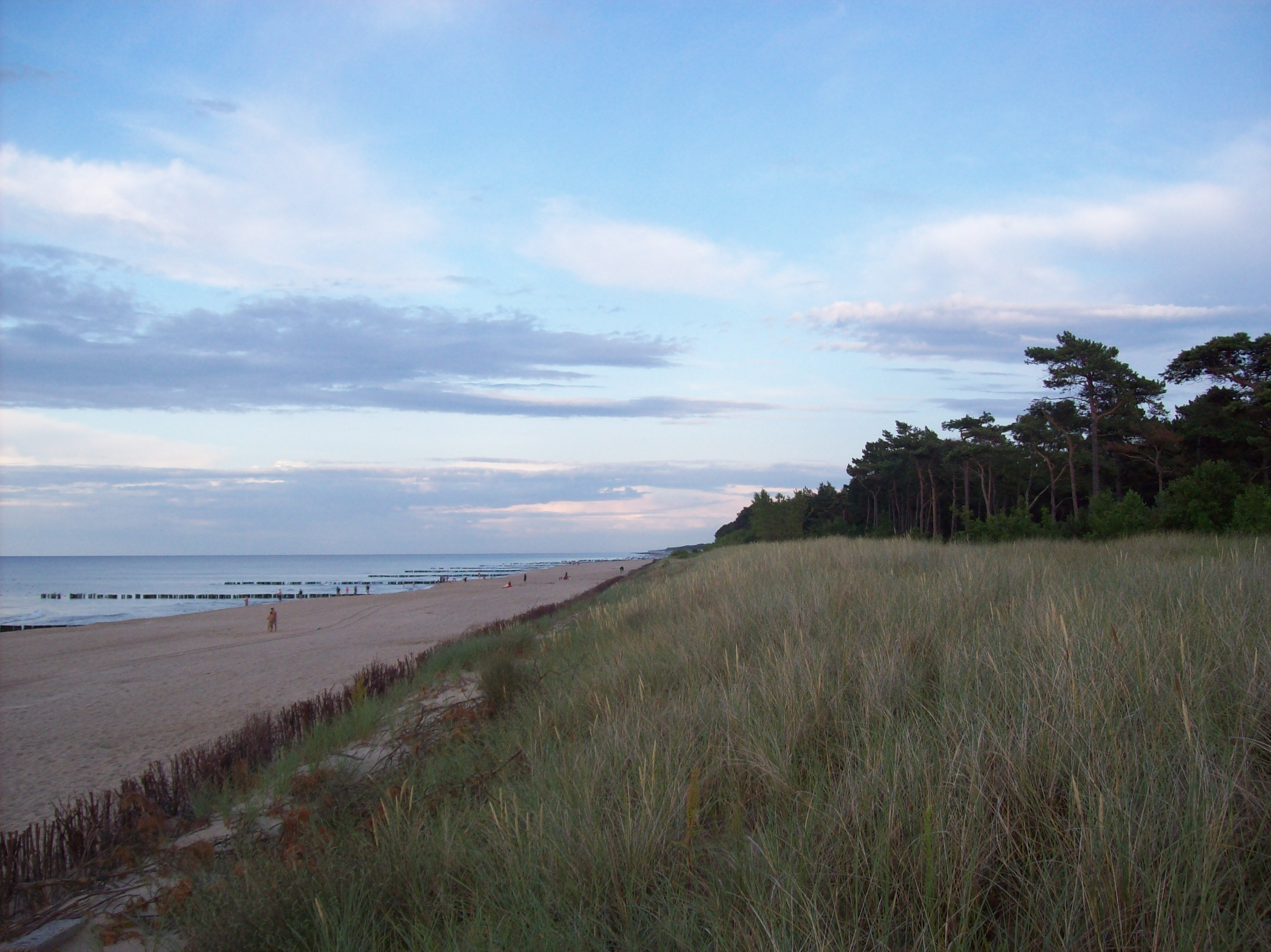
Pláž na severním pobřeží
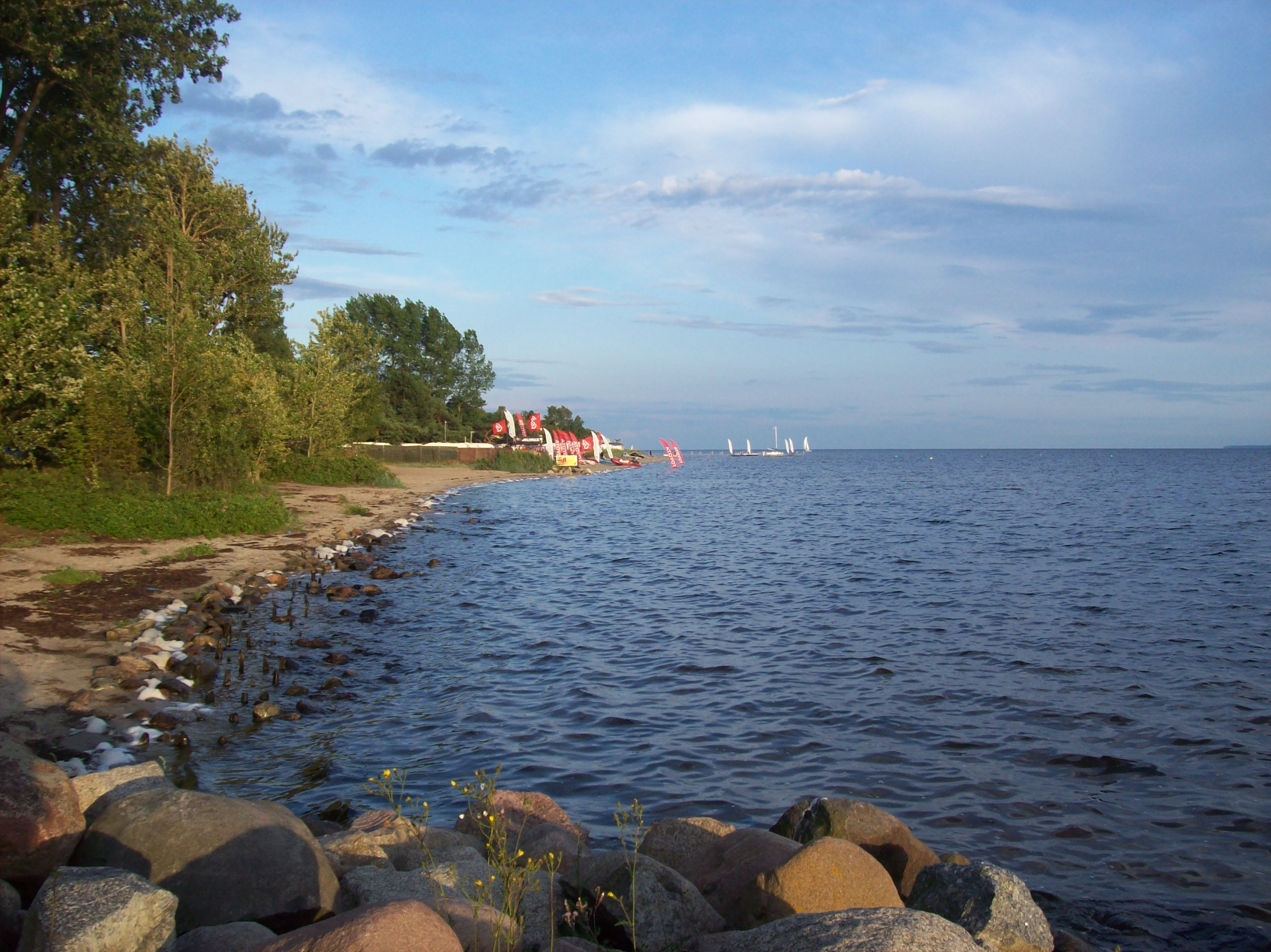
Jižní pobřeží, pohled východním směrem
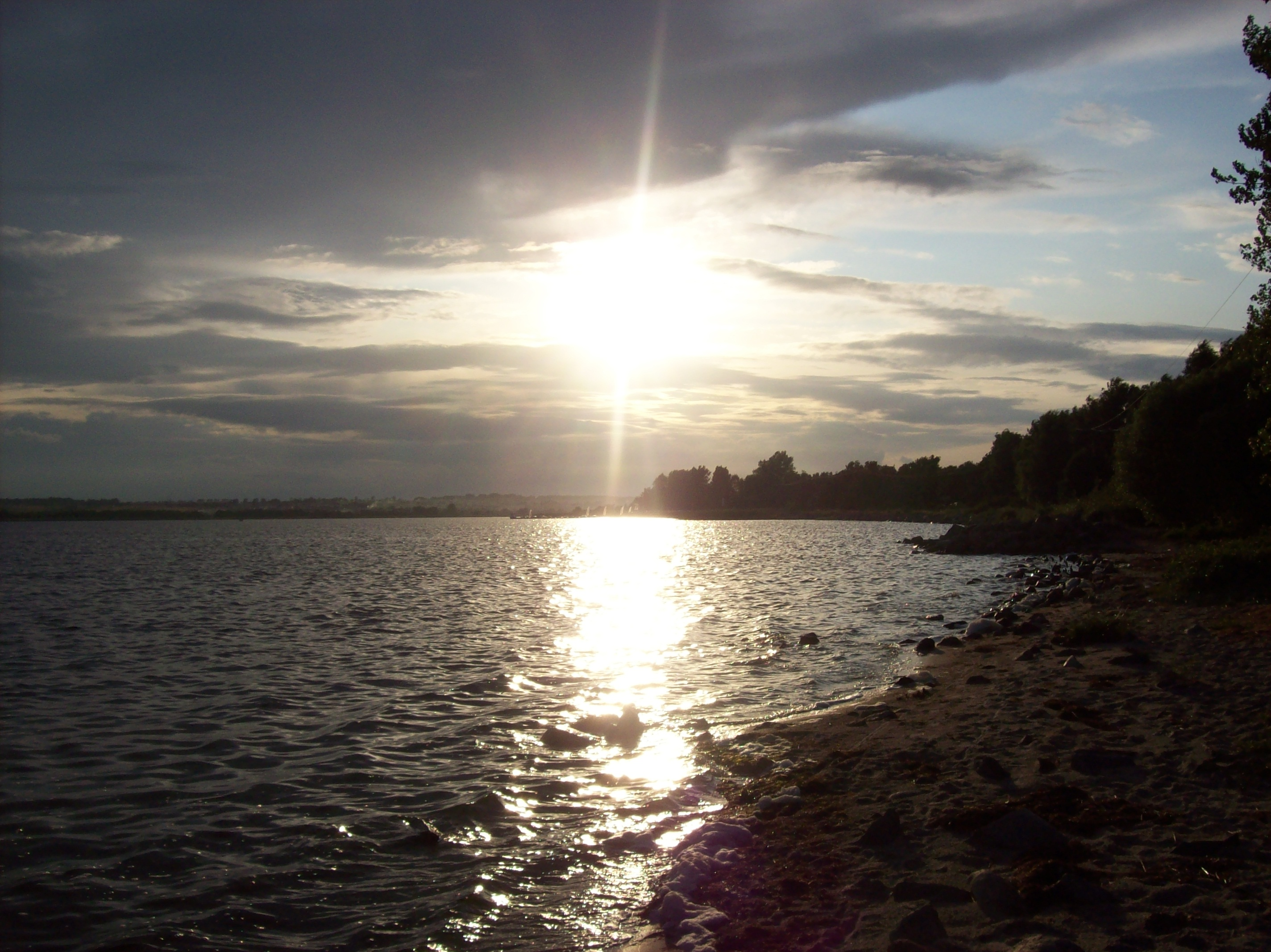
Jižní pobřeží, pohled směrem do Puckého zálivu
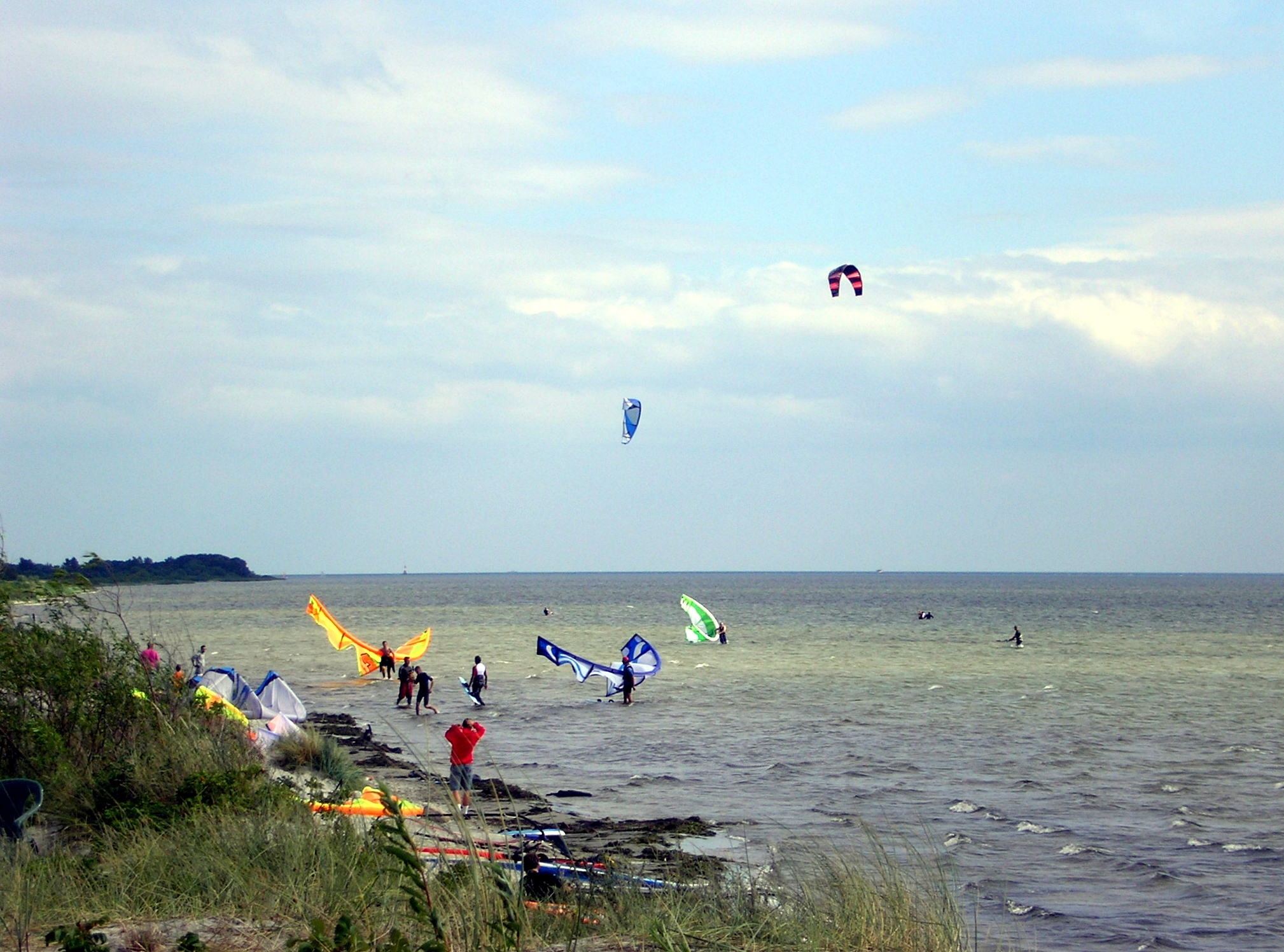
Kitesurfing na Helské kose
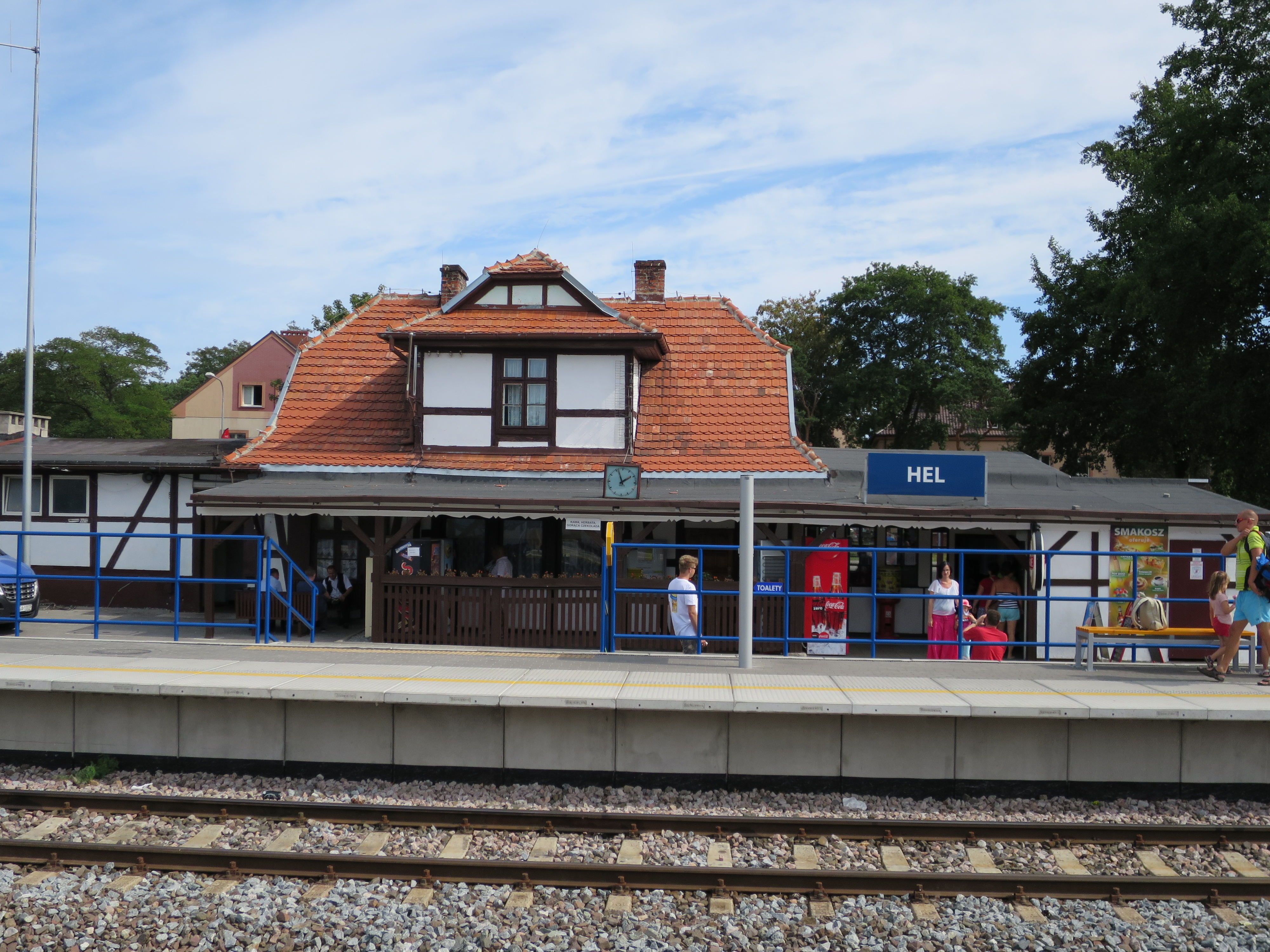
Nádraží ve městě Hel
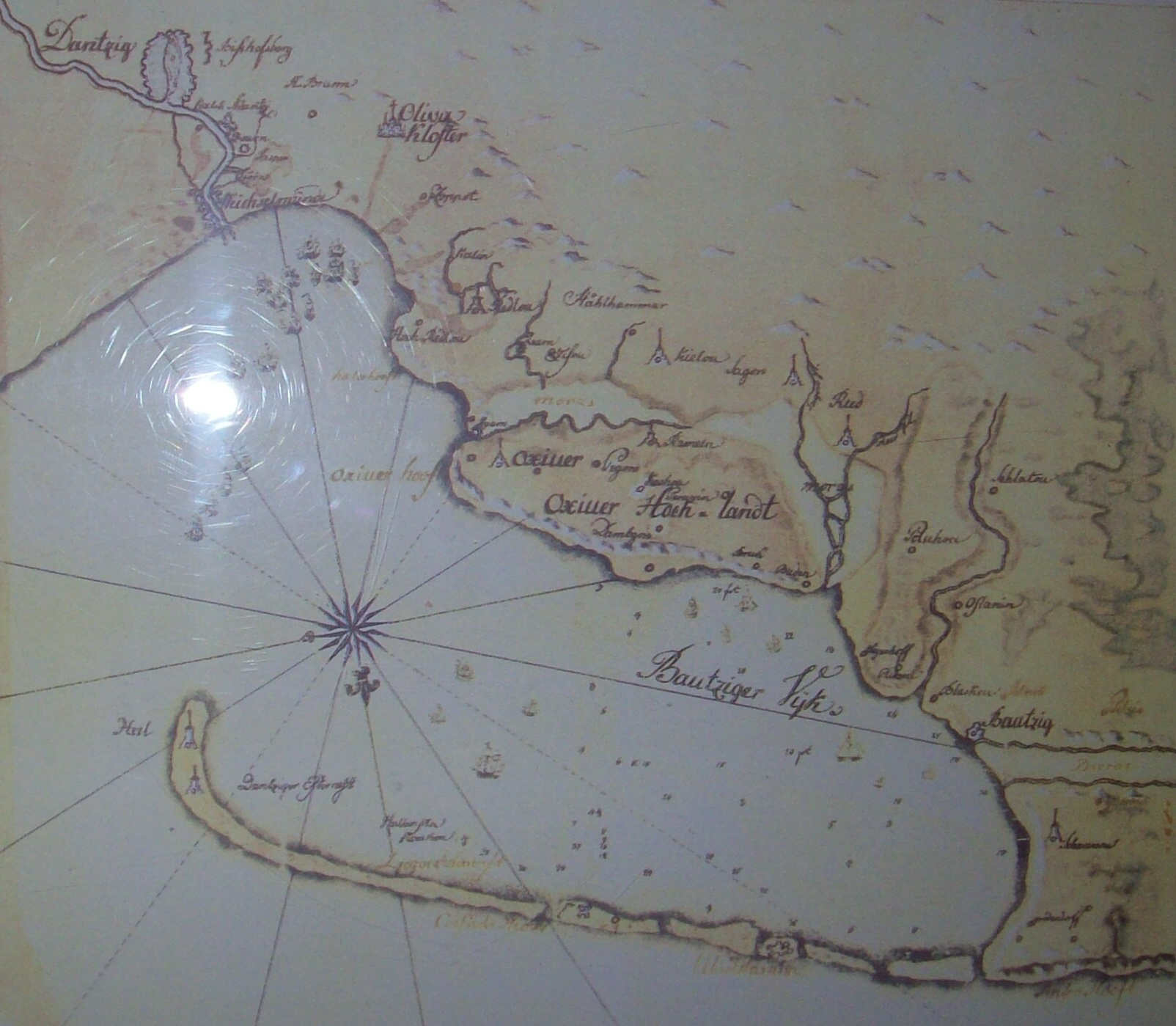
Stará mapa zachycující bývalé ostrovy na místě dnešní Helské kosy (sever je na mapě dole)